# Spinogramma ochreovittata
Spinogramma ochreovittata là một loài bọ cánh cứng trong họ Cerambycidae.